# توراکورو
توراکورو (به لاتین: Tõõrakõrve) یک روستا در استونی است که در شهرستان لنه-ویرو واقع شده‌است.